# Козетто, Даниэль
Даниэ́ль Козетто́ (фр. Daniel Cosetto) — французский кёрлингист.
В составе мужской сборной Франции участник чемпионата мира 1989 (заняли девятое место) и пяти чемпионатов Европы (лучший результат — четвёртое место в 1989).
Играл в основном на позициях второго и третьего.

## Команды
| Сезон   | Четвёртый         | Третий             | Второй          | Первый          | Запасной                             | Турниры                             |
| ------- | ----------------- | ------------------ | --------------- | --------------- | ------------------------------------ | ----------------------------------- |
| 1985—86 | Доминик Дюпон-Рок | Кристиан Дюпон-Рок | Тьерри Мерсье   | Даниэль Козетто |                                      | ЧЕ 1985 (11 место)                  |
| 1988—89 | Доминик Дюпон-Рок | Кристиан Дюпон-Рок | Даниэль Козетто | Патрик Филипп   | Тьерри Мерсье (ЧМ)                   | ЧЕ 1988 (5 место) ЧМ 1989 (9 место) |
| 1989—90 | Доминик Дюпон-Рок | Даниэль Козетто    | Лионель Турнье  | Патрик Филипп   |                                      | ЧЕ 1989 (4 место)                   |
| 1990—91 | Тьерри Мерсье     | Даниэль Козетто    | Лионель Турнье  | Лоран Фленги    | Жоэль Индерган                       | ЧЕ 1990 (6 место)                   |
| 1995—96 | Жан Анри Дюкро    | Спенсер Мюнье      | Даниэль Козетто | Тома Дюфур      | Лионель Турнье тренер: Патрик Филипп | ЧЕ 1995 (8 место)                   |

(скипы выделены полужирным шрифтом)